# James Woodard
Pour les articles homonymes, voir James et Woodard.
James Woodard [ˈwʊdɑːrd] , né le 24 janvier 1994 à Edmond, Oklahoma, est un joueur américain de basket-ball. Il évolue au poste d'arrière.

## Biographie

### Carrière universitaire
Il passe ses quatre années universitaires à l'université de Tulsa où il joue pour le Golden Hurricane.

### Carrière professionnelle
Le 23 juin 2016, lors de la draft 2016 de la NBA, automatiquement éligible, il n'est pas sélectionné.
Le 8 juillet 2016, il signe son premier contrat professionnel en France au Rouen Métropole Basket qui évolue en deuxième division.

## Statistiques

### Universitaires
Les statistiques en matchs universitaires de James Woodard sont les suivantes :
| Saison    | Équipe | Matchs | Titul. | Min./m | % Tir | % 3pts | % LF | Rbds/m. | Pass/m. | Int/m. | Ctr/m. | Pts/m. |
| --------- | ------ | ------ | ------ | ------ | ----- | ------ | ---- | ------- | ------- | ------ | ------ | ------ |
| 2012-2013 | Tulsa  | 32     | 29     | 29,4   | 42,9  | 27,7   | 68,1 | 5,88    | 2,00    | 0,97   | 0,19   | 11,97  |
| 2013-2014 | Tulsa  | 34     | 34     | 32,4   | 43,8  | 38,7   | 78,1 | 5,91    | 1,76    | 0,94   | 0,18   | 15,53  |
| 2014-2015 | Tulsa  | 34     | 34     | 34,5   | 40,7  | 37,0   | 70,9 | 4,91    | 1,12    | 0,88   | 0,24   | 14,50  |
| 2015-2016 | Tulsa  | 31     | 31     | 34,1   | 41,5  | 35,8   | 78,6 | 5,26    | 2,39    | 1,00   | 0,39   | 15,39  |
| Total     | Total  | 131    | 128    | 32,6   | 42,2  | 35,6   | 74,3 | 5,49    | 1,80    | 0,95   | 0,24   | 14,36  |